# Manassès de Soissons
Manassès de Soissons, né après 1060 et mort en 1108, est un religieux français de la fin du XIe siècle et du début du XIIe siècle qui fut évêque de Cambrai de 1093 à 1103 puis de Soissons de 1103 jusqu'à sa mort le 1er mars 1108.
Il était le fils de Guillaume Busac, comte de Soissons de jure uxoris, et de son épouse Adélaïde de Soissons, comtesse de Soissons de suo jure. Ses deux frères aînés Renaud II et Jean Ier furent successivement comte de Soissons.

## Évêché de Cambrai
A la mort de l'évêque Gérard II, le clergé de Cambrai souhaita élire un prévôt du nom de Mazelin à sa succession, mais les habitants de la ville portèrent leur choix sur Manassès, alors chanoine, et imposèrent leur choix. Toutefois, prévenu de cette discorde, l'empereur Henri IV refusa de lui accorder l'investiture.
Manassès appela alors au jugement de l'archevêque de Reims Renauld Ier du Bellay qui confirma son élection et qui obtint du pape Urbain II son accord. Renauld prononça alors l'interdit sur Cambrai si la ville continuait de refuser cette nomination.
Toutefois, Gaucher, archidiacre du Brabant, briguait également le poste d'évêque de Cambrai et parvint à convaincre les habitants de Cambrai de le soutenir et à se faire sacré par l'empereur Henri IV, qui forçat la ville à élire Gaucher, provoquant ainsi l'interdit du pape. Gaucher partit alors à Rome afin de plaider sa cause auprès du pape et parvint à le rattacher à sa cause puise se fait sacrer évêque de Cambrai par l'archevêque de Reims en 1095.
Mais lors d'un concile relatif à la séparation des évêchés de Cambrai et d'Arras, Manassès s'indigna contre l'élévation de son rival à l'aide de manœuvres simoniaques et gagna le pape à sa cause qui déposa Gaucher et le menaça d'excommunication.
Gaucher rentra précipitamment à Soissons pour garder le contrôle sur la ville, mais l'archevêque de Reims prononça l'interdit de cette cité tant qu'elle ne reconnaitrait pas la légitimité de Manassès. Face à la gronde populaire, Gaucher dû renoncer et partit se réfugier auprès de l'empereur Henri IV.

## Évêché de Soissons
En 1103, Manassès est nommé évêque de Soissons par le pape Pascal II. La même année, il assiste en cette qualité à un concile à Reims. Il mourut le 1er mars 1108 et fut inhumé dans l'église du prieuré de Coincy.